# 湯姆森角 (法利埃海岸)
67°35′S 66°46′W / 67.583°S 66.767°W

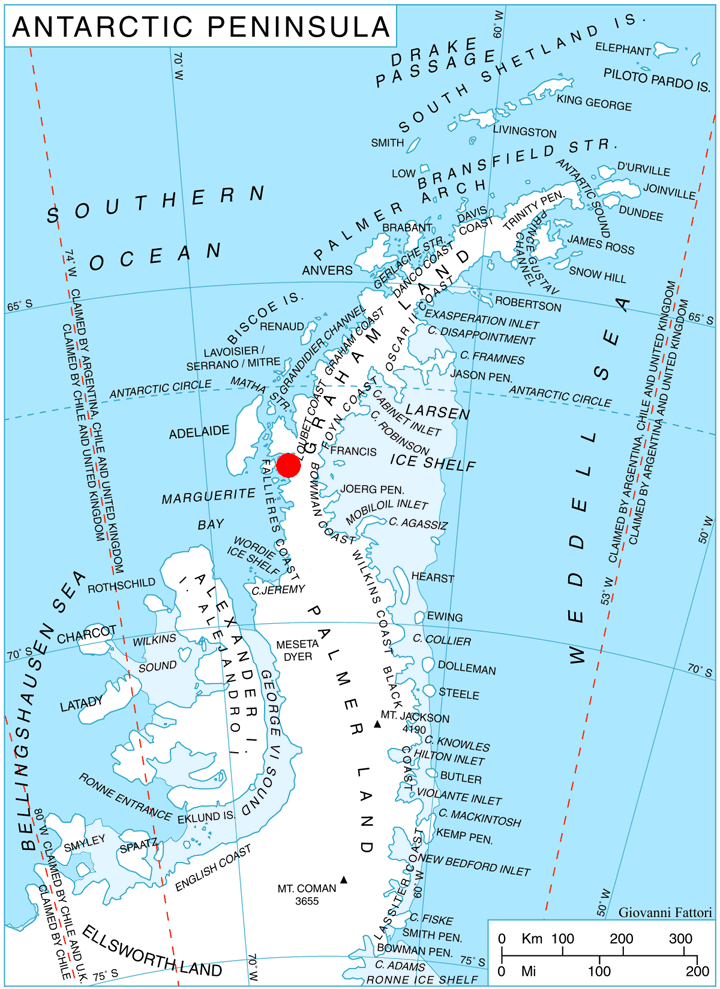

湯姆森角是南極洲的海岬，位於葛拉漢地的法利埃海岸，處於佩魯茨冰川和巴德爾冰川之間，是日爾曼半島的北端，海拔高度915米，在1936年由英國探險隊測量。

## 外部連結
- SCAR Composite Antarctic Gazetteer（页面存档备份，存于）.